# アンドレアソン事件
アンドレアソン事件（アンドレアソンじけん）は、アメリカ合衆国マサチューセッツ州の主婦ベティ・アンドレアソン（現在はベティ・ルカ）が台所の扉を透過して入ってきた5人の小人たちに導かれて、小型のUFOに乗りこみ、「出産テスト」を受けた後、未知の世界へと旅をした事例である。

## 概略
1967年1月25日の夕方、アメリカ、マサチューセッツ州の主婦のベティ・アンドレアソンは台所で片付けをしていた。突然、電気が消えて、窓のそばに光が見えた。台所の扉を透過して5人の小人たちが、1列になってすべるようにして家の中に入ってきた。小人のリーダーがテレパシーで「火の試練を経た知識」がほしいと言ったので、ベティは聖書を渡したところ、代わりに小さな薄い青い本をプレゼントされた。リーダーが「危害を加えるつもりはないから、心配する必要はない。われわれは地球人類の救済のために、あなたの協力を必要としているのだ。私の名はクアズガという。恐れることなく、われわれといっしょに来てほしい。」と語りかけたので、ベティは納得して、小人たちに導かれて、小型のUFOに乗りこんだ。ベティは身体検査や「出産テスト」をうけたあと、不思議なトンネルを通って、未知の世界へと旅をした。そして、ベティは巨大な鳥の前に連れていかれた。鳥はワシに似ていたが、ワシよりも首が長く、体長は4.5mもあり、伝説に出てくる不死鳥そっくりであった。この鳥は全身から熱い光を放ち、ついには自らの光のなかで燃えつきた。すると、その灰のなかから巨大な虫が這い出てきた。このとき、背後から合唱のような声で、「私の息子を通して、恐れを取りのぞきなさい」という言葉が聞こえた。ベティはこれを神の声だと思い、感涙にむせんだ。この後、UFO内部に戻り、自宅に連れもどされた。事件から10年後の1977年、UFO研究家の調査に応じて逆行催眠をかけられて、何に遭遇したのかを知った。

## 研究家の評価
CUFOSの所長ジョーゼフ・アレン・ハイネックは、アンドレアソンの事例によってUFO問題が「驚くほど複雑」になってきたことがわかると記している。アンドレアソン事件は複雑であるため、拉致事件の記録のなかでも重要度においては最大級の出来事である。口うるさい論駁屋（デバンカー）フィリップ・クラスとカーティス・ピーブルズの2人ともが、自著でアンドレアソンの事例を取りあげることができなかった。

## 関連書籍とその後の経過
これまでにベティの体験に関して、以下の計6冊が出版されている。2冊目から6冊目は日本では未翻訳である。

### The Andreasson Affair
UFO研究家レイモンド・E.ファウラーの著書。「外宇宙からの帰還－UFO第三種接近遭遇　サイエンス・ドキュメント」（集英社・絶版）として邦訳されている。
目次
1.驚くべき幕開け
2.招かれざる訪問者
3.宇宙船搭乗
4.生体検査
5.宇宙人の世界への旅
6.不死鳥の光景
7.帰還
8.クアズガとの別れ
9.人類へのメッセージ？
10.青い本
11.過去の事件との相関関係
12.それ以前の遭遇の手掛かり
エピローグ-最近の調査-

### The Andreasson Affair: Phase Two
UFO研究家レイモンド・E.ファウラーの著書。
目次
1.目に見えない客
2.パンドラの箱を開ける
3.光の中の人々
4.エイリアンに選ばれる
5.トラップロックでのアブダクション
6.森の中の生き物
7.誘拐
8.時の博物館
9.大きなドア
10.インプラント
11.クロッカー池に戻る―その他の遭遇
12.UFOレポートにおけるサイキックな要素
13.不可解なヘリコプターとMIB
14.一体、何が起こっているのか？
15.神聖なタイプの接近遭遇？
16.ベティ独自の信条

### The Watchers
UFO研究家レイモンド・E.ファウラーの著書。
目次
1.要約
2.顔
3.エイリアンの家庭訪問
4.秘密のランデブー
5.科学的な奇跡
6.新生児室への訪問
7.オズからの帰還
8.悲劇の前兆
9.UFOと体外離脱
10.ウォッチャーズ（見守る者）
11.現象の分析
12.らく印
13.一家のクローゼット
14.よみがえった記憶
15.禁断の果実
16メッセージ
エピローグ-最後の論評-

### The Watchers Ⅱ
UFO研究家レイモンド・E.ファウラーの著書。
目次
パート1 超心理物理学の実例
1.ETの手引き
2.残りの物語
3.オズに戻る
4.クリスタルの森
5.母船
6.バイオビックス
7.祝福
8.The Oneへの旅
9.終わりなきストーリー
パート2 適切な類似例
10.ウォッチャーズを探して
11.記憶、あるいは妄想？
12.真実味のある前例
13.相関関係
パート3 現象の見通し
14.UFOと臨死体験
15.暗示
16.究極のアブダクション
17.反響

### The Andreasson Legacy
UFO研究家レイモンド・E.ファウラーの著書。
目次
パート1 アンドレアソン家
1.きれいな人たち
2.子供の頃の遭遇
3.続く遭遇
4.あり余るほどの財産
5.取り憑かれた夫
パート2 ファウラー家
6.父の箱
7.家族の現象
8.回想
9.妄想、それとも超常現象？
10.そして鼓動は続く！
パート3 広がった家族
11.家族の再会
12.胎児の魅力
13.子供の記憶
14.それは息子だ！
パート4 結論
15.あいまいな証拠
16.相関関係
17.肉体の指紋
18.長老たちのメッセージ
19.遺産
エピローグ

### A Lifting of the Veil
ベティ・アンドレアソン・ルカと夫のボブ・ルカの共著。
目次
第1章　検索開始
第2章　ザ・ワンの前に連れられて
第3章　予期せぬインプラント
第4章　学校、友達、そして変化
第5章　結婚、トラブル、そして目に見えない苦悩
第6章　サプライズ、サプライズ
第7章　次は何？ もう十分です
第8章　もう二度と
第9章　すべてが始まったとき
第10章　自分の言葉で語るボブの人生（ボブ執筆）
第11章　どこへ行っても
第12章　監視開始（ボブ執筆）
第13章　何だと？ 我々の政府ではないのか？（ボブ執筆）
第14章　受け身？ 我々は違う（ボブ執筆）
第15章　何だって？ 液体水銀！
第16章　人生と家族の旅路
第17章　ザ・ワンは誰ですか？
第18章　超常現象の出現（ボブ執筆）
第19章　さらなる超常現象（ボブとベティが執筆）
第20章　奇妙で風変わりなもの
第21章　「オゥ」のマスター
第22章　ザ・ワンの呼び出し
第23章　神秘的な帰還
第24章　忘れていた仕事が明らかになる
第25章　夜のメッセージ